# Valeriya Korotenko
Valeriya Korotenko (russisch Валерия Коротенко; * 29. Januar 1984 in Baku) ist eine aserbaidschanische Volleyballspielerin, die für Azerrail Baku spielte.

## Karriere
Valeriya Korotenko begann bereits mit neun Jahren in der heimischen Schulmannschaft mit dem Volleyball. Sie spielte 2000/01 für Lokomotiv Baku und wechselte 2001 zum Lokalrivalen Azerrail Baku, wo sie (bis auf einen Kurzeinsatz 2007 in der Schweiz beim VBC Voléro Zürich und 2007/08 in der Türkei bei Fenerbahçe Istanbul) bis 2018 spielte.
Valeriya Korotenko spielte 180 Mal für die aserbaidschanische Nationalmannschaft und wurde zum besten Libero bei der Europameisterschaft 2005 gewählt.

## Privates
Valeriya Korotenko ist mit dem aserbaidschanischen Judoka Nicat Məmmədov verheiratet.